# Метод Комінськи
«Метод Комінськи» (англ. The Kominsky Method) — американський телесеріал у жанрі комедійної драми, що вийшов на стримінговій платформі Netflix. Проєкт створив Чак Лоррі, який виступив продюсером разом з виконавцем головної ролі Майклом Дугласом. 16 листопада 2018 року вийшов перший сезон.
17 січня 2019 року оголошено вихід другого сезону, прем'єра якого відбулася 25 жовтня 2019 року.
Третій, він же останній, сезон побачив світ 28 травня 2021 року.

## Сюжет
Сенді Комінськи (Майкл Дуглас) — постарілий актор без ролей, який викладає акторську майстерність у власній школі-студії. У його агента і за сумісництвом найкращого друга Нормана (Алан Аркін), з яким він останнім часом не особливо-то і спілкується, вмирає дружина. Під час останньої зустрічі з Сенді вона дає йому наставляння: стежити за Норманом. Сенді не може відмовити старій подрузі, хоч його старий товариш і не в захваті від ідеї отримати підстаркуватого опікуна…

## У ролях

### Головні
| Актор         | Роль             | Опис                                                        |
| ------------- | ---------------- | ----------------------------------------------------------- |
| Майкл Дуглас  | Сенді Комінськи  | актор на пенсії, керівник акторської студії у Голлівуді     |
| Алан Аркін    | Норман Ньюлендер | агент і друг Сенді                                          |
| Сара Бейкер   | Мінді            | донька Сенді, керує батьківською студією                    |
| Ненсі Тревіс  | Ліза             | розлучена жінка, бере уроки акторської майстерності у Сенді |
| Пол Райзер    | Мартін Шнайдер   | хлопець Мінді                                               |
| Кетлін Тернер | Роз              | колишня дружина Сенді                                       |

### Другорядні
| Актор              | Роль     |
| ------------------ | -------- |
| Мелісса Танг       | Маргарет |
| Емілі Осмент       | Тереза   |
| Ліза Едельштейн    | Фібі     |
| Енн-Маргрет        | Діана    |
| Джейн Сеймур       | Мейдлін  |
| Гейлі Джоел Осмент | Роббі    |

### Епізодичні
| Актор          | Роль               |
| -------------- | ------------------ |
| Денні Девіто   | доктор Векслер     |
| Боб Оденкерк   | доктор Шенкман     |
| Джей Лено      | у ролі самого себе |
| Елліотт Ґулд   | у ролі самого себе |
| Едді Мані      | у ролі самого себе |
| Морган Фрімен  | у ролі самого себе |
| Еллісон Дженні | у ролі самої себе  |
| Баррі Левінсон | у ролі самого себе |
| Джон Краєр     | у ролі самого себе |
| Патті Лабель   | у ролі самої себе  |

## Виробництво

### Розробка
14 серпня 2017 року Netflix підтвердив серійне виробництво першого сезону з десяти епізодів. Чак Лоррі, Ел Хіггінс та Девід Джавербаум почали роботу над сценарієм. Лоррі також погодився стати режисером першого епізоду та виконавчим продюсером разом з Майклом Дугласом. До складу виробничих компаній, які брали участь у серіалі, увійшли Warner Bros. Television та Chuck Lorre Productions. 29 липня 2018 року під час щорічного літнього престур Асоціації телевізійних критиків було оголошено про прем'єру серіалу 16 листопада 2018 року.

### Кастинг
Разом із новиною про розробку серіалу було підтверджено, що Майкл Дуглас та Алан Аркін були обрані на головні ролі Сенді Комінскі та Нормана відповідно. У січні 2018 року було оголошено, що до акторського складу головних героїв приєднаються Ненсі Тревіс і Сара Бейкер, а Сюзан Салліван, Емілі Осмент, Грем Роджерс, Ешлі Латроп, Дженна Лінг Адамс, Мелісса Танг, Кейсі Браун та Ліза Едельштейн поповнили список другорядних ролей.
7 лютого 2019 року стало відомо, що у другому сезоні з'являться нові персонажі, яких зіграють Джейн Сеймур, Жаклін Біссет і Пол Рейзер. Біссет мала зіграти колишню дружину Сенді, але згодом цю роль передали Кетлін Тернер. 23 вересня 2020 року було оголошено, що Алан Аркін не братиме участь в останньому сезоні шоу.

## Нагороди та номінації
| Рік  | Нагорода                                | Категорія                                                                       | Предмет номінації | Результат    | Виноски |
| ---- | --------------------------------------- | ------------------------------------------------------------------------------- | --- | ------------ | ------- |
| 2018 | American Film Institute Awards          | Top 10 TV Programs of the Year                                                  | Метод Комінськи | Перемога     | [ 13 ]  |
| 2019 | Critics' Choice Television Awards       | Best Comedy Series                                                              | Метод Комінськи | Номінація    | [ 14 ]  |
| 2019 | Critics' Choice Television Awards       | Best Actor in a Comedy Series                                                   | Майкл Дуглас | Номінація    | [ 14 ]  |
| 2019 | Gold Derby Awards                       | Best Comedy Actor                                                               | Майкл Дуглас | Номінація    | [ 15 ]  |
| 2019 | Golden Globe Awards                     | Best Television Series – Musical or Comedy                                      | Метод Комінськи | Перемога     | [ 16 ]  |
| 2019 | Golden Globe Awards                     | Best Actor – Television Series Musical or Comedy                                | Майкл Дуглас | Перемога     | [ 16 ]  |
| 2019 | Golden Globe Awards                     | Best Supporting Actor – Series, Miniseries or Television Film                   | Алан Аркін | Номінація    | [ 16 ]  |
| 2019 | Primetime Emmy Awards                   | Outstanding Lead Actor in a Comedy Series                                       | Майкл Дуглас (for "Chapter One: An Actor Avoids") | Номінація    | [ 17 ]  |
| 2019 | Primetime Emmy Awards                   | Outstanding Supporting Actor in a Comedy Series                                 | Алан Аркін (for "Chapter Two: An Agent Grieves") | Номінація    | [ 17 ]  |
| 2019 | Primetime Creative Arts Emmy Awards     | Outstanding Sound Mixing for a Comedy or Drama Series (Half-Hour) and Animation | Yuri Reese, Bill Smith and Michael Hoffman (for "Chapter 1: An Actor Avoids")                                                                                           | Номінація    | [ 17 ]  |
| 2019 | Satellite Awards                        | Best Musical or Comedy Series                                                   | Метод Комінськи | Номінація    | [ 18 ]  |
| 2019 | Satellite Awards                        | Best Actor in a Musical or Comedy Series                                        | Майкл Дуглас | Номінація    | [ 18 ]  |
| 2019 | Satellite Awards                        | Best Supporting Actor in a Series, Miniseries or TV Film                        | Алан Аркін | Номінація    | [ 18 ]  |
| 2019 | Screen Actors Guild Awards              | Outstanding Performance by an Ensemble in a Comedy Series                       | Jenna Lyng Adams, Алан Аркін, Sarah Baker, Casey Thomas Brown, Майкл Дуглас, Ashleigh LaThrop, Emily Osment, Graham Rogers, Susan Sullivan, Melissa Tang & Nancy Travis | Номінація    | [ 19 ]  |
| 2019 | Screen Actors Guild Awards              | Outstanding Performance by a Male Actor in a Comedy Series                      | Алан Аркін | Номінація    | [ 19 ]  |
| 2019 | Screen Actors Guild Awards              | Outstanding Performance by a Male Actor in a Comedy Series                      | Майкл Дуглас | Номінація    | [ 19 ]  |
| 2020 | Golden Globe Awards                     | Best Television Series – Musical or Comedy                                      | Метод Комінськи | Номінація    | [ 20 ]  |
| 2020 | Golden Globe Awards                     | Best Actor – Television Series Musical or Comedy                                | Майкл Дуглас | Номінація    | [ 20 ]  |
| 2020 | Golden Globe Awards                     | Best Supporting Actor – Series, Miniseries or Television Film                   | Алан Аркін | Номінація    | [ 20 ]  |
| 2020 | Screen Actors Guild Awards              | Outstanding Performance by an Ensemble in a Comedy Series                       | Jenna Lyng Adams, Алан Аркін, Sarah Baker, Casey Thomas Brown, Майкл Дуглас, Lisa Edelstein, Paul Reiser, Graham Rogers, Jane Seymour, Melissa Tang & Nancy Travis      | Номінація    | [ 21 ]  |
| 2020 | Screen Actors Guild Awards              | Outstanding Performance by a Male Actor in a Comedy Series                      | Алан Аркін | Номінація    | [ 21 ]  |
| 2020 | Screen Actors Guild Awards              | Outstanding Performance by a Male Actor in a Comedy Series                      | Майкл Дуглас | Номінація    | [ 21 ]  |
| 2020 | Casting Society of America              | Television Pilot & First Season – Comedy                                        | Nikki Valko, Ken Miller & Tara Treacy | Номінація    | [ 22 ]  |
| 2020 | Primetime Emmy Awards                   | Outstanding Comedy Series                                                       | Чак Лоррі, Al Higgins, Майкл Дуглас, Andy Tennant, Beth McCarthy-Miller & Marlis Pujol                                                                                  | Номінація    | [ 17 ]  |
| 2020 | Primetime Emmy Awards                   | Outstanding Lead Actor in a Comedy Series                                       | Майкл Дуглас (for "Chapter 12: A Libido Sits in the Fridge") | Номінація    | [ 17 ]  |
| 2020 | Primetime Emmy Awards                   | Outstanding Supporting Actor in a Comedy Series                                 | Алан Аркін (for "Chapter 14: A Secret Leaks, a Teacher Speaks") | Номінація    | [ 17 ]  |
| 2021 | Hollywood Critics Association TV Awards | Best Actor in a Streaming Series, Comedy                                        | Майкл Дуглас | В очікуванні | [ 23 ]  |
| 2021 | Hollywood Critics Association TV Awards | Best Supporting Actress in a Streaming Series, Comedy                           | Kathleen Turner | В очікуванні | [ 23 ]  |
| 2021 | Primetime Emmy Awards                   | Outstanding Comedy Series                                                       | Чак Лоррі, Al Higgins, Майкл Дуглас, Andy Tennant, Beth McCarthy Miller & Marlis Pujol                                                                                  | В очікуванні | [ 17 ]  |
| 2021 | Primetime Emmy Awards                   | Outstanding Lead Actor in a Comedy Series                                       | Майкл Дуглас (for "Chapter 20. The Round Toes, Of The High Shoes") | В очікуванні | [ 17 ]  |
| 2021 | Primetime Emmy Awards                   | Outstanding Supporting Actor in a Comedy Series                                 | Пол Райзер (for "Chapter 18. You Only Give Me Your Funny Paper") | В очікуванні | [ 17 ]  |
| 2021 | Primetime Creative Arts Emmy Awards     | Outstanding Guest Actor in a Comedy Series                                      | Морган Фрімен (for "Chapter 20. The Round Toes, Of The High Shoes") | В очікуванні | [ 17 ]  |
| 2021 | Primetime Creative Arts Emmy Awards     | Outstanding Casting for a Comedy Series                                         | Nikki Valko, Ken Miller & Tara Treacy | В очікуванні | [ 17 ]  |
| 2021 | Primetime Creative Arts Emmy Awards     | Outstanding Sound Mixing for a Comedy or Drama Series (Half-Hour) and Animation | Yuri Reese, Sean Madsen & Brian Wittle (for "Chapter 21. Near, Far, Wherever You Are")                                                                                  | В очікуванні | [ 17 ]  |